# FIFA Manager 13
FIFA Manager 13 je dalším pokračováním populární série počítačových her vytvořených firmou Electronic Arts resp. její divizí EA sports. FIFA Manager 13 je simulace fotbalového manažera a patří do kategorie sportovních simulací. V České republice vychází od roku 2012, avšak ve hře není oficiální česká lokalizace.

## Licence
FIFA Manager 13 má licencí ke všem prestižním zahraničním ligám, jako Premier league, španělská Primera División, německá Bundesliga, nebo italská Serie A.
Trénovat je možné i různé národní reprezentace, kde jsou zastoupeny všechny hlavní evropské týmy (včetně České republiky) a některé týmy Jižní Ameriky, Afriky a Asie.